# Iuliu Hațieganu
Iuliu Hațieganu (Magyarderzse, 1885. április 14. – Kolozsvár, 1959. szeptember 4.) román orvos, egyetemi tanár, a Román Akadémia tagja. Az emésztőrendszer, szív- és érrendszer illetve idegrendszer patológiájával kapcsolatos kutatásai nyomán vált ismertté. 
A kolozsvári Orvosi és Gyógyszerészeti Egyetem és a Sportpark ma az ő nevét viseli.